# Chōfu

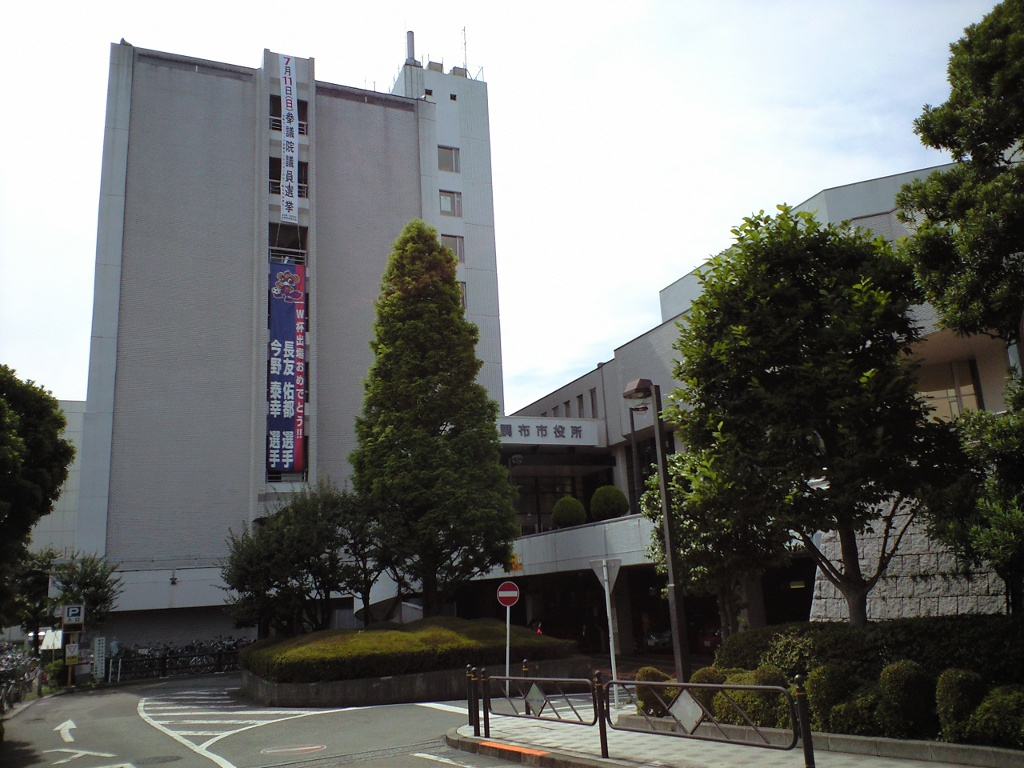
Ajuntament de Chôfu

Chōfu (調布市, Chōfu) és una ciutat i municipi de Tòquio, a la regió de Kanto, Japó. Com la majoria del municipis de Tòquio occidental, Chōfu fa de seu d'indústries i de ciutat dormitori. La seu central de l'Agència Espacial Japonesa (JAXA) es troba al municipi.

## Geografia
La ciutat de Chōfu es troba aproximadament a vint quilòmetres de distància de la zona central de Tòquio, a la regió del Tòquio Occidental o Tama. Els rius Tama i Iruma passen pel terme municipal de Chōfu. El terme municipal de Chôfu limita amb els municipis de Setagaya-ku, Mitaka, Fuchū, Koganei, Komae i Inagi, tots ells pertanyents a Tòquio i al sud amb el municipi de Kawasaki, pertanyent a la prefectura de Kanagawa.

## Història
La zona on actualment es troba el municipi de Chôfu ha estat habitada des del Paleolític japonès i s'han descobert nombroses troballes dels períodes Jōmon, Yayoi i Kofun. Al període Nara, la zona va ser integrada a l'antiga província de Musashi. Durant el període Sengoku, el domini de la zona va ser objecte de lluita entre el clan Hōjō tardà i el clan Uesugi, que van manar a la zona intermitentment. Al període Edo, la zona va créixer i prosperar com una posta al Kōshū Kaidō o camí entre Edo i Kōfu, a l'antiga província de Kai; així com per ser un centre de sericultura.
Ja a l'era Meiji, la vila de Chôfu i el veí poble de Jindai van ser assignats a la prefectura de Kanagawa a la reforma cadastral de l'1 d'abril de 1889. No obstant això, la zona sencera va ser cedida a l'antiga prefectura de Tòquio l'1 d'abril de 1893. El poble de Jindai fou elevat a la categoria de vila el 3 de novembre de 1952, fussionant-se amb la vila de Chôfu l'1 d'abril de 1955, el que donaria resultat a l'actual ciutat de Chôfu.

## Administració

### Alcaldes
- Yanagiyoshi Yamaoka (1955-1957)
- Sadaharu Aoki (1957-1958)
- Torao Takeuchi (1958-1962)
- Keichirō Honda (1962-1978)
- Saichirō Kaneko (1978-1986)
- Yoshio Katsuyuki (1986-2002)
- Yoshiki Nagatomo (2002-present)

## Demografia
| 1920    | 1930    | 1940    | 1950    | 1960   | 1970    | 1980    |
| ------- | ------- | ------- | ------- | ------ | ------- | ------- |
| 8.619   | 11.398  | 17.825  | 34.865  | 68.621 | 157.488 | 180.548 |
| 1990    | 2000    | 2010    | 2020    | 2030   | 2040    | 2050    |
| 197.677 | 204.759 | 223.609 | 240.359 | -      | -       | -       |

## Transport

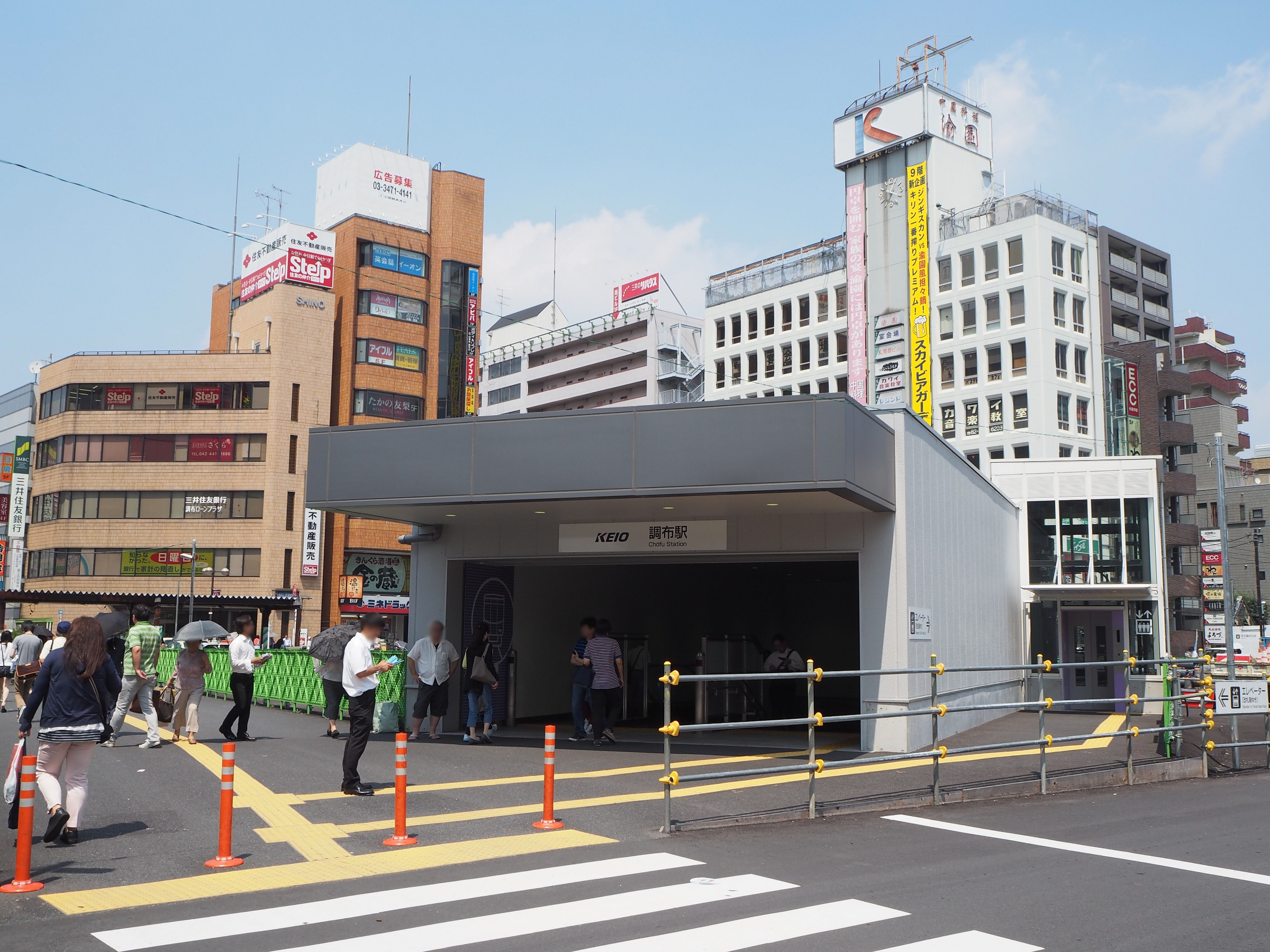
Estació de Chôfu

### Aire
- Aeròdrom de Chōfu
  - Destinacions: Kōzushima - Miyake - Niijima - Ōshima

### Ferrocarril
- Ferrocarril Elèctric Keiō
  - Sengawa - Tsutsujigaoka - Shibasaki - Kokuryō - Fuda - Chōfu - Nishi-Chōfu - Tobitakyū - Keiō-Tamagawa

### Carretera
- Nacional 20 (Kōshū Kaidō)
- Autopista Central